# Диодоров, Борис Аркадьевич
Бори́с Арка́дьевич Диодо́ров (род. 21 ноября 1934, Москва) — советский и российский художник, народный художник Российской Федерации (1999). Лауреат Премии Президента Российской Федерации (2019). Член Союза художников России.
Профессор, художественный руководитель центра полиграфических искусств «Печатный двор Ивана Федорова» Московского Государственного университета печати имени Ивана Федорова.

## Биография
Борис Аркадьевич Диодоров родился в 1934 году в Москве. В 1960 году окончил Московский государственный художественный институт им. В. И. Сурикова (профессор — М. И. Курилко).
Профессор, заведующий кафедрой (2003—2006), руководитель творческой мастерской иллюстрации и эстампа (2006—2013) факультета графических искусств (с 2013 Институт графики и искусства книги), художественный руководитель центра полиграфических искусств «Печатный двор Ивана Федорова» (с 2013) Московского Государственного университета печати имени Ивана Федорова.
С 1958 года занимается книжной иллюстрацией. В совершенстве владеет уникальной техникой офорта с использованием акватинты и акварели. За более чем 50 лет проиллюстрировал более 300 книг, среди которых произведения X. К. Андерсена, С. Лагерлёф, С. Т. Аксакова, И. С. Тургенева, Л. Н. Толстого и др.
Участник и дипломант всесоюзных, всероссийских и международных выставок.
В 2000 году был номинирован на Золотую медаль Андерсена YBBY, в 2001 году получил Гран-при Андерсена в Оденсе, в 2002 году награждён Почетным дипломом Андерсена в 50-летний юбилей YBBY в Базеле. В 2003 году стал президентом фонда Андерсена в России. В 2005 году в Дании ему присвоен почетный титул «Посол Андерсена в России».
Работал главным художником издательства «Детская литература». Сотрудничает с издательствами России, США, Франции, Испании, Республики Корея и других стран. Работы художника находятся в Государственной Третьяковской галерее, музее Изобразительных искусств имени А. С. Пушкина, Словацкой национальной галерее (Братислава) и других государственных и частных собраниях в России и за рубежом. Персональные выставки проходили в России, Франции Германии, США, Дании, Японии, Финляндии.
Жена — Карина Степановна Филиппова-Диодорова (1934—2019), актриса, поэтесса.

## Награды и звания
- 1980 — Диплом им. Ивана Федорова Всероссийского конкурса «Искусство книги»
- 1981 — «Золотое яблоко» (BIB Golden Apple) Международной биеннале иллюстрации в Братиславе[2]
- 1982 — «Серебряной медалью» IBA в Лейпциге
- 1986 — Диплом им. Ивана Федорова Всероссийского конкурса «Искусство книги»
- 1987 — Почётное звание «Заслуженный художник РСФСР»[3]
- 1990 — внесен в Почетный список Андерсена Международной ассоциации детской и юношеской литературы[4]
- 1996 — Серебряная медаль Академии художеств России
- 1998 — Диплом В. А. Фаворского Всероссийского конкурса «Искусство книги»
- 1999 — Почётное звание «Народный художник Российской Федерации» – за большие заслуги в области искусства[5]
- 2000 — Золотая медаль на Биеннале иллюстраций в Братиславе
- 2001 — Гран-при Андерсена в Оденсе[6]
- 2002 — Почётный диплом Андерсена в 50-летний юбилей IBBY в Базеле
- 2013 — Диплом «За особый вклад в искусство книжной иллюстрации, верность эстетическим принципам» Всероссийского конкурса книжной иллюстрации «Образ книги»
- 2019 — Премия Президента Российской Федерации в области литературы и искусства за произведения для детей и юношества – за выдающийся вклад в развитие отечественного и мирового искусства иллюстрации[7][8].